# Mironcillo
Mironcillo település Spanyolországban, Ávila tartományban. Mironcillo Gemuño, Riofrío, Sotalbo és Niharra községekkel határos. Lakosainak száma 112 fő (2024).

## Népesség
A település népessége az utóbbi években az alábbiak szerint változott:
| Lakosok száma | 131  | 137  | 124  | 119  | 109  | 103  | 97   | 102  | 105  | 112  |
|               | 2001 | 2004 | 2006 | 2009 | 2011 | 2014 | 2016 | 2019 | 2021 | 2024 |